# Мореак
Мореак (на френски: Moréac) е град в департамента Морбиан на регион Бретан, северозападна Франция. Населението му е около 3764 души (по данни от 1 януари 2016 г.).
Мореак е предградие на съседното градче Локмине и е разположен на 4 km северно от него, от другата страна на шосето от Рен за Лориан.